# ヤマネヒロマサ
ヤマネ ヒロマサ（本名：山根 太正／やまね ひろまさ、1976年1月14日 - ）は、芸能事務所「ザ・森東」マネージャーで元『MARSAS SOUND MACHINE』ギタリスト、元お笑いコンビ「荒波部屋」のツッコミ、相方はみょーちゃん。現在はさらば青春の光とひょうろく（フリー窓口手伝い）を担当。

## 経歴
鳥取県米子市生まれ。鳥取県立米子西高等学校卒業。
1996年、高校の同級生であったみょーちゃんとお笑いコンビ「荒波部屋」を結成、松竹芸能に所属。主なネタに「迷子のお巡りさん」、「男選手権」などがある。
1999年、今宮子供えびすマンザイ新人コンクールで奨励賞（準優勝）受賞。約4年間活動。
2000年5月、コンビを解散。松嶋尚美の夫・ヒサダトシヒロがボーカルを務めるインディーズロックバンド『MARSAS SOUND MACHINE』（マーサス・サウンド・マシーン）に合流。ギタリストとして活動を開始する。15年間、表舞台として音楽活動を行った。
2012年から2016年まで人気バンド「THE CHERRY COKE$（ザ・チェリーコークス）」マネージャーを務める。
2013年、松竹芸能（大阪）を退社した大狸ぽんぽこが東京に上京。ヤマネは大狸を迎え入れ、放送作家の廣川祐樹とお笑い芸人のみんなのたかみちの4人で同居生活を始める。
その後、イベント会社に就職。そこで「さらば青春の光」の運営を手伝うことになる。TOKYO MX放送「さらば青春の光ふぁいなる」（2013年～2015年）の番組企画で立ち上げたザ・森東という会社を、番組が終わるタイミングで、譲り受けて管理・運営することになった。2016年、会社が倒産したヤマネは途中からマネジャーとして参画し、現在は3人で会社運営をしている。番組OP、ED曲は「MARSAS SOUND MACHINE」の曲が使われていた。
現在の体制はヤマネが経理やマネージャーほか会社のほとんどの業務を任されており、社長の森田哲矢は話し合いなどに関与。東ブクロは形だけの副社長で余り関与していない。3人で会社を切り盛りする。会社化した性質上タレントとしての給与ではなく役員報酬扱いとなるため、給料は自分たちで決め、それ以上の額は入らないという固定給のシステムを取り入れている。森田や東ブクロがピンの仕事であってもそのギャラを3等分するが、会社にも運営資金を残す必要があるため、実質的には4等分にしている。
2024年9月4日、人気バンド「THE CHERRY COKE$」がデビュー25周年の節目で名門レーベル「CAFFEINE BOMB RECORDS」移籍第1弾作品を記念してオリジナルアルバム「LOVE THY DRUNX」を発売。収録曲「さらば青春の光 feat. ザ・森東」にボーカルとして参加。理由は、1番のファンとして盛大にお祝いをしたかった。さらばのYouTubeからチェリコを知った方がこの曲を聴けるようになったことで、またチャンネルにも戻ってきてくれるだろうし、いい効果を生み出せるんじゃないかと考えた。
たびたび『さらば青春の光Official Youtube Channel』『裏さらば』『五反田ガレージ』『さらば青春の光東ブクロのゴルフ学校～ 芸能界No.1目指します ～』に出演している。

## 人物
- 趣味は映画鑑賞、ギター。血液型はB型。
- アンタッチャブルの山崎弘也とは生年月日が同じ。
- THE CHERRY COKE$のKAT$UO（ボーカル）は山根のことを「やまさん」と呼び、バンド仲間として切磋琢磨していた。その頃から「面倒見がよく、優しいし、僕らは大好きだった」とインタビューで話している[3]。
- 親友に『全裸監督』『新聞記者』脚本家の山田能龍（劇団山田ジャパン主宰）を持つ。ヤマネは山田の婚姻届の証人でもある[9][10]。現在でも旧友の仲で株式会社ザ・森東《株主総会》の総合演出を務めてくれている[11]。

## ビジネス論
- 営業をすることを辞めた。良いものをやっていれば見つけてくれると思ったので飲みの席では「仕事ちょうだい」ではなく「見て」と言っていた[4]。
- 縁と仲間を大切にする。ミュージシャン、お笑い芸人時代のコラボが仕事で多数、見受けられる[3]。
- 5年間マネージャーを務めたTHE CHERRY COKE$のボーカル KAT$UOはさらば青春の光のグッズデザインを担当[3]。
- さらば青春の光のYouTubeチャンネル「裏さらば」にTHE CHERRY COKE$の楽曲を起用した。オープニングテーマの「パブリック・ハウス」とエンディングテーマの「さらば青春の光」[3]。

## CD
- THE CHERRY COKE$の10枚目オリジナルアルバム「LOVE THY DRUNX」（2024年9月4日）[12]
  - 収録曲「さらば青春の光 feat. ザ・森東」にボーカルとして参加[3]

【MV】https://youtube.com/XYtkLbl5n1I

## 出演

### テレビ
- 『水曜日のダウンタウン』（TBSテレビ）

### ラジオ
- 『遊助の OVER GROUND』（JFN系列） - レギュラーアシスタント

### インターネット放送
- 『さらば青春の光Official Youtube Channel』（YouTubeチャンネル）
- 『裏さらば』（YouTubeチャンネル）
- 『五反田ガレージ』（YouTubeチャンネル）
- 『さらば青春の光東ブクロのゴルフ学校～ 芸能界No.1目指します ～』（YouTubeチャンネル）
- 『ニューヨークのニューラジオ』（YouTubeチャンネル）　※ https://youtube.com/Ip0YZsGYK
- 『庄野数馬の熱血ちゃんねる。』（YouTubeチャンネル）　※ https://youtube.com/UTa-ou85
- 『年収爆上げチャンネル』（YouTubeチャンネル）　※ https://youtube.com/GEZGnyby